# Volley Lugano
Volley Lugano är en volleybollklubb från Lugano, Schweiz. Klubben grundades 1998 och debuterade i högstaserien, Nationalliga A, 2016/2017. De har klarat sig kvar i serien sedan dess, med placeringar på den nedre halvan. De har också deltagit i den europeiska cupen CEV Challenge Cup två gånger (2019/2020 och 2022/2023).